# Rákosliget
Rákosliget Budapest főváros városrésze a XVII. kerületben. Lakói röviden Ligetnek nevezik. 1907–1949 között önálló nagyközség volt, azt megelőzően Rákoskeresztúr határához tartozott. Külvárosi-kisvárosi jellegű városrész; szinte kizárólag kertes családi házakból áll.

## Fekvése
Rákosliget egy domboldalon fekszik, melyet délről a Rákos-patak határol. Központjában a parkosított Hősök tere van, melyet a Ferihegyi út két részre bont. Az út egyúttal a városrészen belül is választóvonalat képez: nyugati oldalán páratlan, keleti oldalán páros római számozott utcák alkotnak egy közös utcanévbokrot. Neves utcák csak a kerületrész határain találhatóak.
Északkeleti és keleti irányban Rákoscsaba-Újteleppel, illetve nyugati irányban Régiakadémiateleppel épült össze, dél felől a Budapest–Hatvan-vasútvonal határolja, illetve a Rákos-patak, valamint a Nyilas-rét. A többi irányban beépítetlen területek (erdő, mező, szántó) veszik körül.
A városrész az Ároktő út északnak meghosszabbított vonala a XVI. és XVII. kerület közigazgatási határától – Ároktő utca – Ananász utca – Ősagárd utca – Jászladány utca – Ároktő utca – Gázló köz – Rákos-patak – a X. és XVII. kerület közigazgatási határa – a XVI. és XVII. kerület közigazgatási határa – Ároktő út északnak meghosszabbított vonala között terül el. Pontos (előbb felsorolt) határvonalait a Fővárosi Közgyűlés rendeletben határozta meg, azonban teljes kiterjedésének mintegy negyede beépítetlen, többnyire összefüggő mezőgazdasági terület vagy erdő. Rákoskeresztúr felől közelítve a Rákos-patak partján egy rovásírásos (alatta a modern írásmód szerint is kiírt) faragott fa helységnévjelző tábla áll.

### Megközelítése
Rákoskeresztúr felől a Ferihegyi úton, a belváros felől Kerepesi út-Bökényföldi út-Cinkotai út- majd Liget sor vagy Gyöngytyúk utca útvonalon érhető el. A Cinkotai út a Jászberényi (később Pesti) útról (31-es főút) is elérhető. Az M0-s autóútról a Nagytarcsa (Rákosliget) lehajtón keresztül közelíthető meg.
A BKV Zrt. öt járatot üzemeltet, amelyek többé vagy kevésbé érintik Rákosligetet. Az Örs vezér teréről induló 276E a legismertebb és a legtöbbek által használt buszjárat dél felől teljesen megkerüli a településrészt, visszafelé pedig az északi szélén halad. Ettől részben eltérő útvonalon a 176E már csak hétköznap reggel és délután jár, viszont megáll a Hősök terén, Rákosliget központjában is. A két járat csupán a XVII. kerületen kívül fut azonos vonalon és mind a kettő a M2-es metróhoz biztosít közvetlen eljutást. A 98-as busz révén Kőbánya-Kispestre is átszállás nélkül, közvetlenül el lehet jutni. A 198-as busz a XVIII. kerülettel biztosít közvetlen összeköttetést, illetve rövidebb távon a 98-as busszal egyetemben Rákoscsaba-Újteleppel és Rákoskeresztúr városközpontjával. A munkanapokon hajnalban és kora délután, illetve hétvégén reggel közlekedő 146A jelzésű autóbuszjárat a Cinkotai autóbuszgarázs és Rákoskeresztúr városközpont között közlekedik, egy irányban.
A településrész elérhető még a Budapest–Hatvan-vasútvonalon is. Rákosliget vasúti megállóhelyen a Keleti pályaudvarról (vagy Keleti pályaudvarra) ütemes menetrend szerint hétköznap reggeltől estig félóránként, este, hajnalban, hétvégén és ünnepnapokon pedig óránként induló, Gödöllőre, vagy Hatvanba tartó, vagy onnan induló, 2009 vége óta kizárólag Stadler FLIRT típusú légkondicionált személyvonatok állnak meg. A Keleti kényelmes, 15-20 perces utazással érhető el. Közvetlenül a rákosligeti vasútállomás mellett, 2008 májusának végén egy 37 autó befogadására képes, ingyenes P+R parkoló létesült a vasúti tömegközlekedés javítása és népszerűsítése érdekében.

## Története

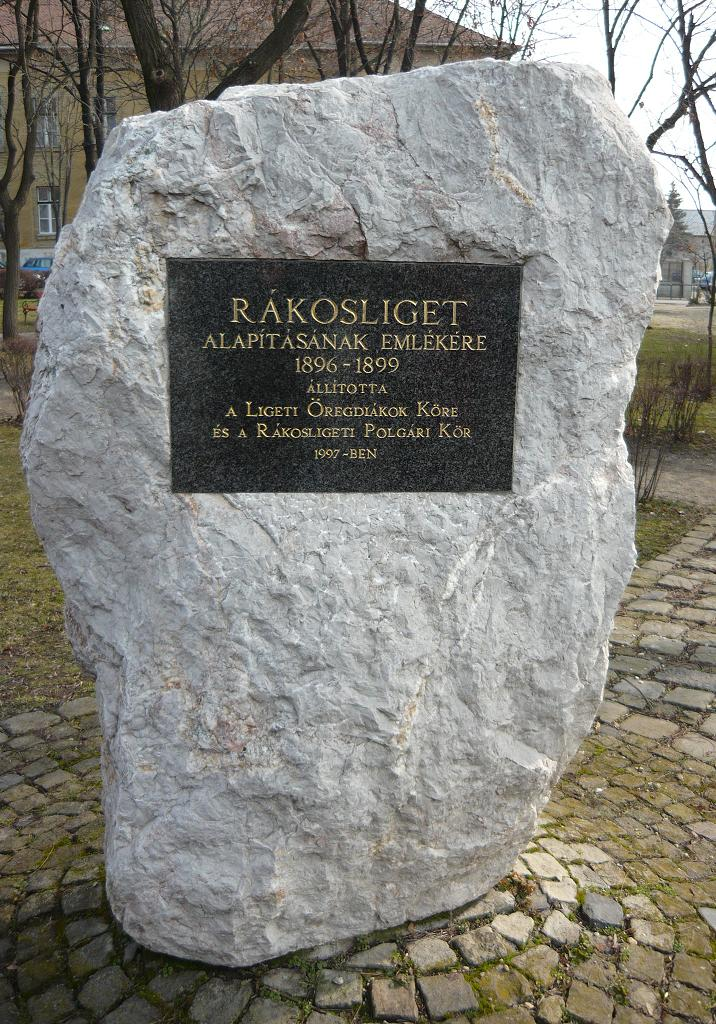
Rákosliget alapításának 100. évfordulójára készült emlékkő a kerületrész központjában, a Hősök terén

Az 1890-es évekre egyre nagyobb problémát kezdett jelenteni Budapesten a lakáshiány. Ezt enyhítendő az Ipari és Kereskedelmi Minisztérium tervbe vette szövetkezeti alapon három, egyenként 1000 lakásos munkástelep építését. A tervezetre szinte azonnal lecsapott a Betegsegélyező Pénztár, mely tőkéje egy részét ingatlanokba kívánta fektetni. Ennek eredményeképp 1896. december 12-én Fackh Károly volt országgyűlési képviselő, miniszteri tanácsos elnökletével Budapesten, a Dob utca 52. szám alatt megalakult a Munkás Otthon Házépítő Szövetkezet 60 taggal és a telekvásárláshoz, valamint az építkezések megkezdéséhez szükséges biztos anyagi fedezettel.
Rákosliget területe ekkor néhány más környékbeli, akkoriban még lakatlan területtel együtt Fuchs Ignác tulajdonában volt. A vállalkozó, aki maga is pár évvel korábban, 1893-ban kezdett hasonló vállalkozásba (a mai Rákoshegyet alapította meg Zsuzsánna-telep néven) 25 000 koronáért adta el a szövetkezetnek a kiszemelt 155 katasztrális holdat, ahol addig csak szőlőt termesztett (a Szőlőhegy nevű részen ez mind a mai napig folyik). 1898-ban indult meg az építkezés az akkor még Munkás Otthon nevű helyen, amelyet csakhamar (1902-ben) hivatalosan is átkereszteltek Rákosligetre.
Az alapító munkások nem bírták sokáig a telekvásárlással és az építkezésekkel járó tetemes költségeket és a biztosító sem volt képes ebben az időben hitelekkel áthidalni a tőkehiányt. A telkeket és házakat így a munkások helyett a városból kitelepült köztisztviselők, kisiparosok és kereskedők vették meg. A gyorsan fejlődő település 1907-ben levált Rákoskeresztúrról és önálló lett, ekkor mintegy 2500-an éltek itt, 1930-ban pedig már 3112 lakója volt. Az iparosok száma meghaladta a százat. A Ferihegyi út két oldalán fekvő település utcái közül – a Pesti úttól nézve – balra esők páratlan, a jobbra esők páros római számokkal lettek „elnevezve”. A település a korban a környék legjobban közművesített része volt.
Rákosligetet 1950. január 1-jével – számos főváros környéki településsel együtt – Budapesthez csatolták. Népessége azóta a szuburbanizáció következtében - a XVII. kerület többi részéhez hasonlóan - az országos trendtől eltérően folyamatosan és töretlenül gyarapszik. A nagy számban ide illetve a környékre költözők miatt megnövekedett autóforgalom 2007 végén indokolttá tette egy közlekedési lámpa felszerelését a Hősök tere déli végén, a Ferihegyi út és a IX. utca sarkán.
A növekedés több ingatlanfejlesztőt is a kerületbe vonzott az elmúlt évtizedekben, de Rákosligetet és környékét eddig elkerülték a lakóparkok. 2009-ben fejeződtek be a tárgyalások a Rákosligethez tartozó Szőlőhegy beépítéséről, ahol – nevéhez híven – jelenleg szőlőtermesztés folyik; a beruházó várhatóan 1000 új lakást, egy golfcentrumot, irodákat, egy óvodát, egy orvosi rendelőt és egy szállodát épít, valamint megépíti a kerületrész közlekedését nagymértékben javító, évtizedekig halogatott utat a Keresztúri út és a Cinkotai út között az állandó helyi csúcsidei dugók feloldására, amely egyúttal Akadémiaújtelep zaj- és egyéb szennyezettségét is nagy mértékben csökkentheti.

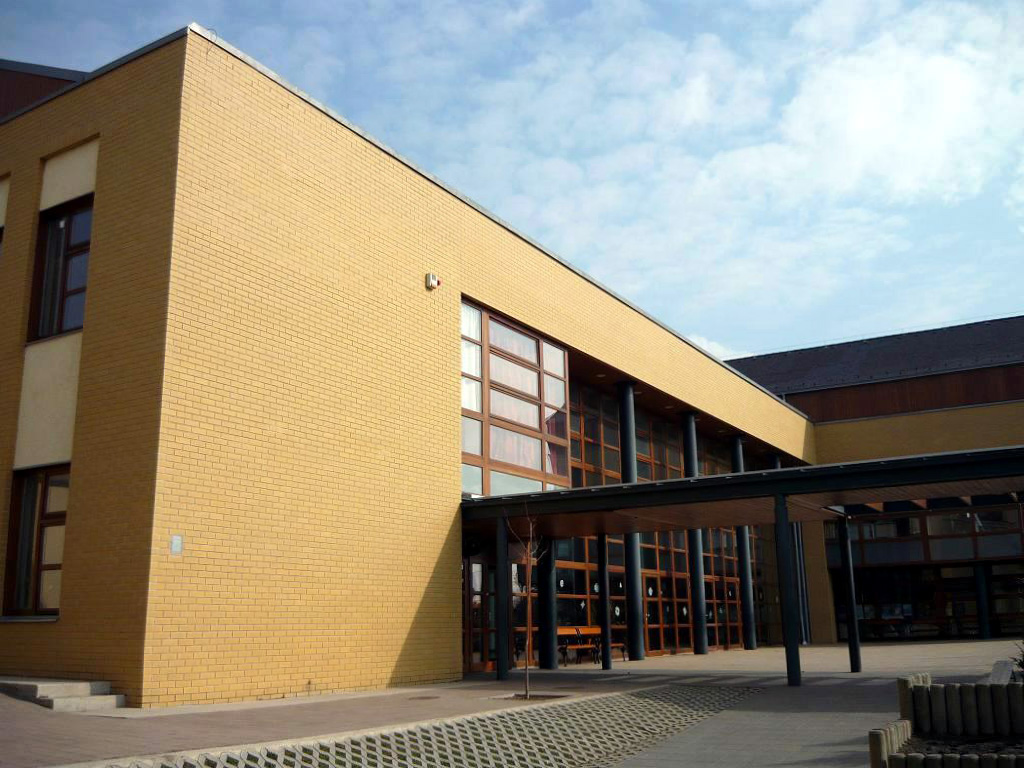
Az iskola új, 2006-ban átadott épülete

Az űrhajózás hajnalán a Tudományos Ismeretterjesztő Társulat (TIT) egyik mérnök tagja, Horváth Tibor rákosligeti telkén állították fel Magyarország első műhold- és űrrakéta-megfigyelő állomását. Az ünnepélyes keretek közt 1959. május 16-án átadott antennaállomás a felette átvonuló (akkor még többnyire kísérleti) műholdak és rakéták rádiójelzéseit tudta fogni. Az antenna a modernebb állomások megépülésével gyorsan jelentőségét vesztette. Az 1970-es években egy vihar megrongálta és vélhetően Horváth halála után, valamikor az 1980-as években bontották el teljesen.

## Oktatás
Rákosliget általános iskolája a 2004-2005-ös tanévben ünnepelte fennállásának 100. évfordulóját; 2007. szeptember 1-jén pedig felvette egykori diákja, s egyben Rákosliget legismertebb szülötte, Gregor József nevét. A Gregor József Általános Iskola, (avagy Gregor) 2006-ban új épületszárnnyal bővült, amivel megduplázta korábbi méretét és befogadóképességét, s részben kiváltotta a több mint százéves, mára már elavulttá vált, folyamatosan romló állagú és szűkös régi iskolaépületet. Az általános iskola mellett még két önkormányzati- és egy magánóvoda üzemel.

## Vallás

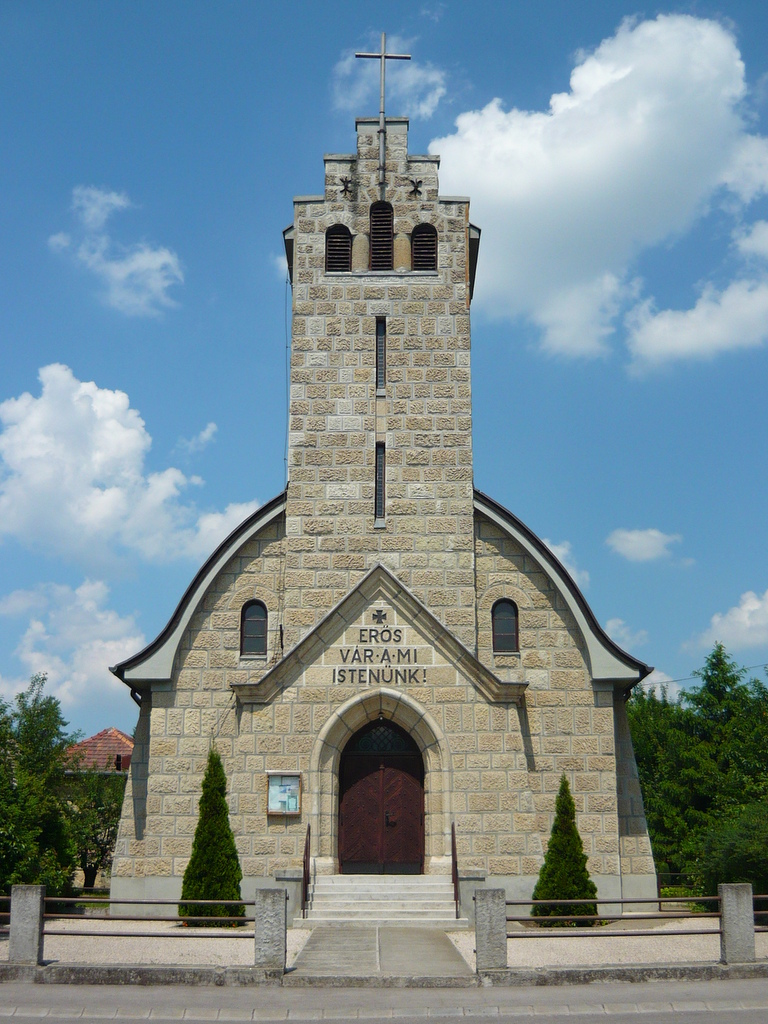
A Sándy Gyula tervei alapján készült, 1932-ben átadott rákosligeti evangélikus templom

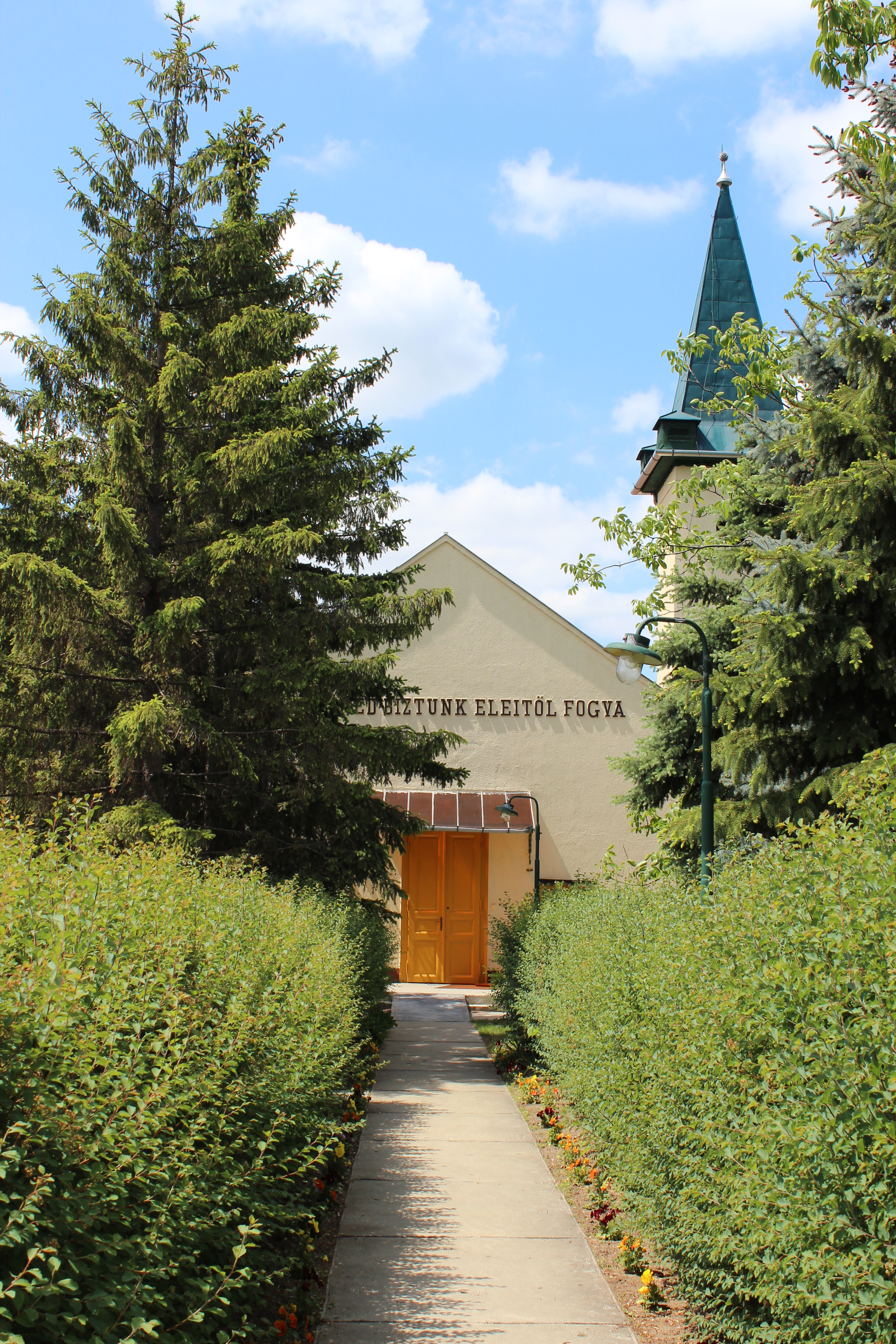
Az 1910. november 6-án felszentelt rákosligeti református templom

Kis mérete ellenére az összes nagy felekezetnek épült templom az egykori községben. A kerületrész egyik fő látványossága a Hősök terén álló Rákosligeti Magyarok Nagyasszonya római katolikus plébániatemplom. Az egyházon belül a Esztergom-Budapesti főegyházmegyéhez tartozó templomot 1915. augusztus 15-én szentelték fel, de mégsem ez volt az első ilyen épület a településen; a református közösség temploma 1910 óta szolgálja a hívőket Az evangélikus templomot 1931-ben, Sándy Gyula tervei alapján kezdték el építeni és 1932. november 20-án szentelték fel
Rákosliget zsinagógáját 1912-ben kezdték építeni és 1914. augusztus 15-én szentelték fel a XVII. utca 3. szám alatt. A második világháború után visszatérő hitközségtagok nem tudták fenntartani, így az bírósági épület lett. A bíróság megszűnése után egy ideig üresen állt, majd Waldorf iskolát terveztek bele. A felújítások el is kezdődtek, de a tervekből nem lett semmi. Sokáig az épület vakolat, tető, és ablakok nélkül állt, majd 2008-ban ismeretlenek elbontották, tégláit elvitték.

## Kultúra
- Gózon Gyula Kamaraszínház
- Csekovszky Árpád Művelődési Ház
- Maros mozi (az egykori községháza)

## Ismert ligetiek
- Fackh Károly politikus, a Rákosligetet alapító szövetkezet elnöke

### Itt született
- Ajtai Miklós vegyész, politikus, az Országos Tervhivatal elnöke
- Bényi László festőművész, művészeti szakíró
- Gregor József operaénekes
- Ragályi Elemér Oscar- és Emmy-díjas operatőr
- Supka Magdolna művészettörténész

### Itt él vagy élt
- Barille Pasquale dobos (R-GO)
- Berky Lili színésznő
- Csekovszky Árpád keramikus
- Gózon Gyula színművész
- Gregor József, akinek volt iskolája az ő nevét viseli
- Mányoky Endre újságíró
- Nyíri Kristóf filozófus
- Radnai Gyula fizikus
- Szilágyi István, színművész
- S. Nagy István EMeRTon-díjas dalszövegíró
- Supka Géza régész, művészettörténész, író, a Literatura és a Világ főszerkesztője, az Ünnepi Könyvhét kezdeményezője.
- Szandai Sándor Munkácsy-díjas szobrász
- Szilágyi István Aase-díjas színművész
- Szöllősi-Nagy András hidrológus, az UNESCO Víztudományi Oktató Intézetének rektora
- Vitézy László filmrendező

### Külső hivatkozások
- Rákosligeti v.m. a vasutallomasok.hu-n (kép + a vasútvonal többi állomása)
- marosmozi.blog.hu Hírek, események a Maros Mozival kapcsolatban
- Rákosliget Almanach (helytörténet)
- Rákosliget története, Kovács István, 1997, Közdok kft, ISBN 963-552-333-5